# Vanishing point, volume 2
Vanishing point, volume two is een livealbum van AirSculpture. Het maakt deel uit van een drietal livealbums onder de titel Vanishing point. Deel 2 bevat de registratie van een concert dat de muziekgroep gaf in november 2011 in het kader van The Gatherings, concerten in de St Mary’s Church te Philadelphia (Pennsylvania) met elektronische muziek. Chuck van Zyl, zelf musicus binnen de elektronische muziek, organiseerde het evenement. De muziek bestaat uit muziek uit de Berlijnse School, ambientfragmenten worden afgewisseld met fragmenten waarin de sequencer een belangrijke rol heeft. Toen het album in 2015 werd uitgebracht, was de band al jaren niet meer actief. Het verscheen zowel als download als op dubbele compact disc.

## Musici
- Adrian Beasley, John Christian, Pete Ruczynski – synthesizers, elektronica

## Muziek
| Nr. | Titel         | Duur  |
| --- | ------------- | ----- |
| 1.  | Infinity halt | 46:30 |

| Nr. | Titel                          | Duur  |
| --- | ------------------------------ | ----- |
| 1.  | Vanishing point                | 47:44 |
| 2.  | The main and great proposition | 16:32 |